# Håkan Berg
Leif Håkan Berg, född 8 maj 1976 i Spånga, Stockholm, är en svensk komiker, trollkarl och sångare.

## Biografi

### Uppväxt
Håkan Berg föddes i Stockholm men familjen flyttade upp till Hälsingland och slog sig ner i Viksjöfors, en liten by utanför Edsbyn, där han växte upp.

### Karriär
Håkan Berg utbildade sig 1991 på Calle Flygare Teaterskola. Som 18-årig började han sin professionella karriär som trollkarl och komiker på Wallmans Salonger där han jobbade mellan åren 1995 och 1997. Han turnerade med Martin Stenmarck och Micke Svahn i musik- och komediföreställningen "Showduellen " åren 1998–1999. Den spelades även på Mosebacke 1998, Sommarnöje Örebro 1999, Julshower på Teatrix 1999 och på Gröna Lund-teatern våren 2000.
Håkan Berg och Micke Svan fortsatte att arbeta tillsammans i föreställningarna En helt suverän föreställning - 5 Getingar år 2003, Håkan Berg och andra skämt år 2004 samt Håkan Berg & Micke Svahn show år 2005. De har sedan fortsatt skriva musik tillsammans och han kortfilmer, framförallt till företag, tillsammans med Tom Stone.
Håkan Berg spelade "Larry" i Stefan & Kristers tv-serie Full Frys.
Håkan Berg sökte till Talang 2011, där han gick vidare till slutaudition med sitt trollerinummer. Sedan blev han en av de tjugofyra att kvalificera sig till semifinalerna.

### Internationellt genombrott
Håkan Berg fick sitt internationella genombrott 2015, i och med sitt deltagande i FISM, Världsmästerskapen i magi. Han kom på tredje plats i grenen "Comedy Magic".
2016 gjorde Håkan Berg 18 föreställningar på The Magic Castle i Hollywood, tillsammans med kollegorna Tom Stone, Peter Gröning, Axel Adlercreutz, och med brodern Micke Berg som tagit ledigt från musikgruppen Ghost Nation för att vara showens ljudtekniker .
I april 2017 medverkade Håkan Berg i varietéprogrammet "Le Plus Grand Cabaret du Monde" i franska TV2. Där han framförde sin akt ”King Of Birds”. September samma år spelades ett nytt avsnitt in i Paris, där Berg framförde sin akt ”One Rope.

## Shower och uppsättningar i urval
- 1995 – Wallmans salonger
- 1998 – Showduellen
- 2003 – En helt suverän föreställning - 5 getingar[6]
- 2004 – Håkan Berg och andra skämt[7]
- 2005 – Håkan Berg och Micke Svahn show

## Filmografi i urval
- 1999 – Full Frys
- 2000 – Har du hört den förut?
- 2010 – Tidsdeckarna
- 2011 – Talang (TV-serie)
- 2016 – Masters of Magic[12]
- 2017 – Le Plus Grand Cabaret du Monde[11]